# دموع اصطناعية

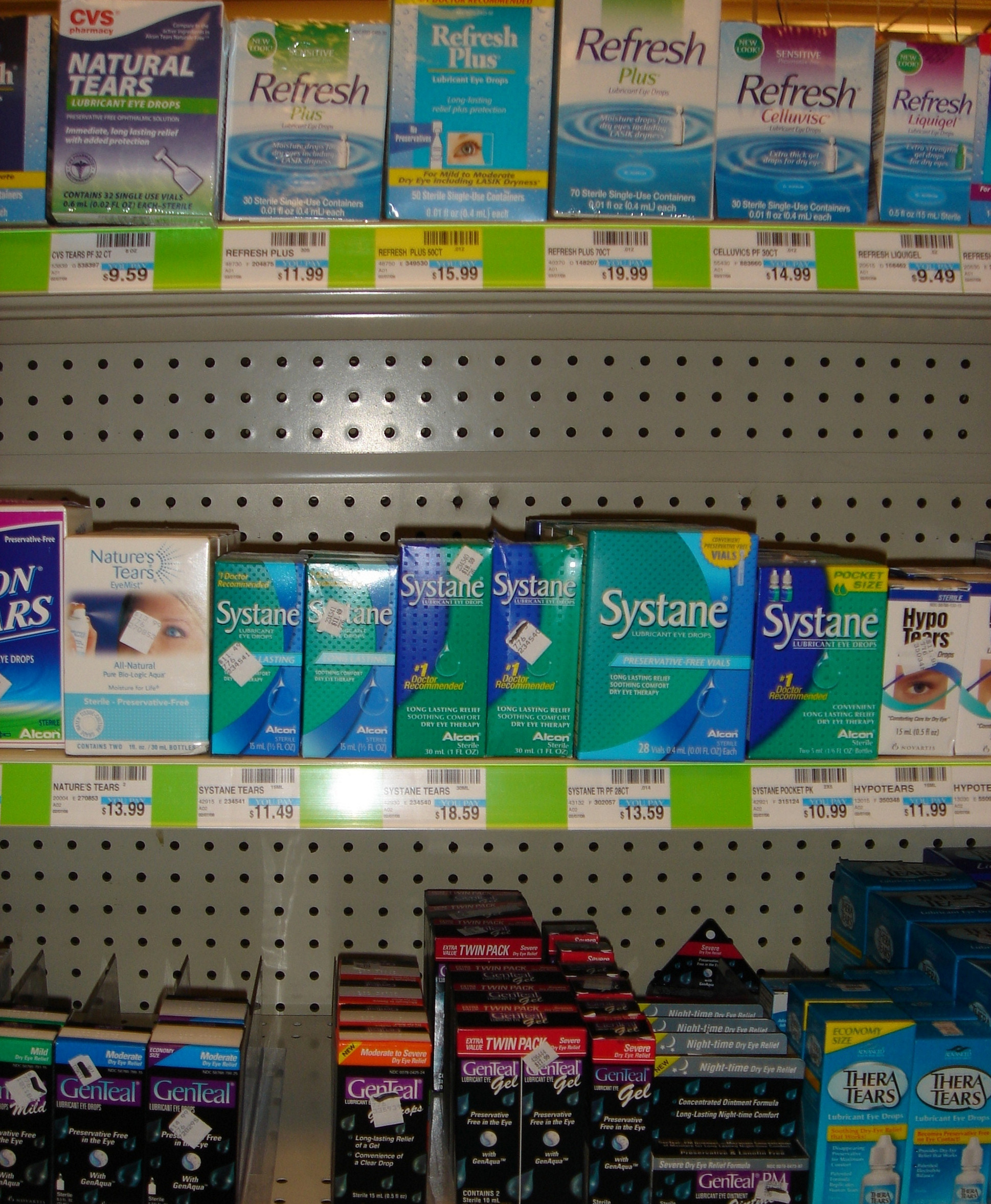
مجموعة من مختلف العلامات التجارية للدموع الاصطناعية معروضة في متجر

الدموع الاصطناعية هي قطرات تشحيم للعين المستخدمة في علاج الجفاف والتهيج المرتبط بنقص إنتاج الدموع في التهاب القرنية والملتحمة الجاف (جفاف العين). كما أنها تستخدم لترطيب العدسات اللاصقة وتشخيص العين.
الدموع الاصطناعية متاحة دون وصفة طبية. وتستخدم الدموع الاصطناعية مع العلاجات الأخرى في الحالات المعتدلة إلى الشديدة من جفاف العين.

## الكيمياء
التحضيرات تحتوي على كاربوكسي-ميثيل سليلوز، كحول متعدد الفاينيل،  هيدروكسي-بروبل-ميثيل سليلوز (ويعرف أيضا باسم HPMC أو هايبرميللوز)، هيدروكسي بروبيل سليلوز  وحمض الهيالورونيك (المعروف أيضا باسم هالويورنان، HA)  وهي تحتوي على الماء والأملاح والبوليمرات ولكنها تفتقر إلى البروتينات الموجودة في الدموع الطبيعية. المرضى الذين يستخدمونها بشكل متكرر أكثر من مرة واحدة كل ثلاث ساعات  عليهم اختيار منتج خالي من المواد حافظة  أو منتج يحوي مواد حافظة غير مزعجة.

## الآثار
تستخدم الدموع الاصطناعية كل بضع ساعات  يمكن أن توفر راحة مؤقتة من أعراض جفاف العين. يعمل هيدروكسي-بروبل السليلوز على تثبيت وتثخين الغشاء المسيل للدموع أمام القرنية ويطيل من وقت هذا الغشاء.

## الاستخدام
الدموع الاصطناعية عادة ما تكون الخط الأول لعلاج جفاف العين. في حين أن الحالات الخفيفة تتطلب استخدام قطرات التشحيم أربع مرات في اليوم، والحالات الشديدة تتطلب علاج أكثر فاعلية، مثل 10-12 مرات في اليوم. يمكن استخدام دموع اصطناعية أثخن في الحالات الشديدة، على الرغم من أن هذا قد يطمس الرؤية مؤقتا.

## الاحتياطات
يمكن لقطرات العين الحمراء جعل العيون أكثر جفافا. عند ارتداء العدسات اللاصقة، يجب إعادة ترطيب العين واستخدام قطرات التشحيم المخصصة للعدسات اللاصقة. هناك أنواع أخرى من القطرات قد تحتوي على مكونات تضر بالعدسات اللاصقة.

## الآثار السلبية والتفاعلات وموانع الاستخدام
الآثار السلبية المحتملة من كاربوكسي-ميثيل السليلوز ومواد التشحيم المماثلة تشمل ألم في العين، والتهيج، واحمرار متواصل، وتغييرات في الرؤية. ينبغي وقف استخدمها إذا حدث أي من هذه الآثار. الآثار الجانبية لهيدروكسي-بروبيل السليلوز تشمل فرط الدم، رهاب الضوء، التصاق الرموش، عدم الراحة، والتهيج. ومع ذلك، فإن الإثار الجانبية الكلية للدموع الاصطناعية نادرة جدا.
ليس هناك أي تداخلات دوائية معروفة للدموع الاصطناعية.أحد موانع استخدام الدموع الاصطناعية الموثقة هو فرط الحساسية.

## الاستخدامات البيطرية
الدموع الاصطناعية هي جزء من العلاج الموضعي لالتهاب القرنية والملتحمة الجاف للحيوانات مثل الكلاب والقطط والخيول.